# Ctesifont
|  | Per a altres significats, vegeu «Ctesifont (desambiguació)». |

Ctesifont (grec antic: Κτησιφῶν, Ktēsiphōn; persa sassànida: 𐭲𐭩𐭮𐭯𐭥𐭭, tysfwn; persa: تیسفون; siríac: ܩܛܝܣܦܘܢ) fou la capital de l'Imperi part i després de l'imperi dels perses sassànides.
Situada a la riba del Tigris (a uns 30 km al sud de l'actual Bagdad), fou construïda al lloc d'una vella ciutat de nom Opis, a prop a la confluència del Tigris i el Diyala i a la carretera reial que connectava Susa amb Assíria i més tard amb la capital de Lídia, Sardes.
Vers el 301 Seleuc I Nicàtor va construir la ciutat Selèucia del Tigris a l'altre costat del riu i fou poblada per grecs. A la segona meitat del segle ii aC va passar als parts, que establiren la capital occidental a Selèucia, però van bastir els edificis administratius a l'altra banda de riu, al lloc de l'antiga Opis (que subsistia com a barri de Selèucia), a la qual van donar el nom de Tysfwn (Ctesifont). A partir del 129 aC fou residència d'hivern dels reis que abans residien a Hecatompylos. Durant la campanya contra Roma de l'any 41 ja era considerada la principal ciutat de l'imperi, i encara fou millorada.
Després de la rebel·lió de Selèucia contra el rei Bardanes (acabada l'any 43) el rei hi va fer construir alguns edificis i potser li va donar el rang de capital principal. Uns anys després Pacoros va construir unes muralles i hi va portar més població. La ciutat era el doble de gran que Roma. Vers l'any 60 es va fundar una tercera ciutat (no localitzada) anomenada Vologesocerta, de caràcter comercial.
L'estiu del 116 fou ocupada per Trajà (que va capturar una filla del rei part Osroes i el tron d'or dels reis), el desembre del 165 per Luci Ver (el seu general Avidi Cassi, que va demolir el palau Reial), i el 197 per Septimi Sever, sempre junt amb Selèucia a l'altra banda del riu. El 117 Trajà hi va coronar al nou rei part Fartamaspates. En la darrera conquesta els romans van prendre tones d'or, plata i altres objectes de valor: van solucionar els problemes econòmics de l'Imperi romà i van enfonsar l'economia de l'Imperi part.
Uns anys després l'Imperi part fou enderrocat per la rebel·lió d'un vassall de Fars, els prínceps sassànides el 224. El 226 el primer rei sassànida Ardashir hi va ser coronat. Ctesifont fou mantinguda com a capital d'estiu (la capital d'hivern fou Hamadan). Selèucia fou rebatejada Veh-Ardashir ('La bona ciutat d'Ardashir') i va conservar també el seu rang. El 238 l'emperador Gordià III va amenaçar la ciutat però va morir abans de poder ocupar-la. El 262 la va ocupar Odenat de Palmira, i el 283 la va ocupar l'emperador Car. El 363 Julià l'Apòstata va morir en l'intent d'ocupar la capital persa. La població era majoritàriament aramea, siriana i àrab, de religió cristiana i jueva; la ciutat fou seu de l'exiliarca jueu i del patriarca nestorià, i el 410 s'hi va celebrar un sínode dels nestorians.
El segle v fou un centre de la dissidència nestoriana. Els clergues nestorians de Ctesifont van evangelitzar regions orientals com Margiana i Aria i fins i tot al segle següent (vers 635) van arribar a la Xina. Vers el 450 la ciutat de Veh-Ardeshir (Nova Selèucia) va quedar dividida en dues per un canvi del curs del Tigris.
El 540 el rei persa Còsroes I va conquerir Antioquia a Síria i els seus habitants foren deportats a Ctesifont. Al costat de Veh Ardashir, l'antiga Selèucia, fou fundada Antioquia de Còsroes (Weh Antok Khosrow o també Rumagan). Habitants d'altres ciutats també foren portats en anys següents a la rodalia de Ctesifont. El 627 l'emperador romà d'Orient Heracli va arribar davant la ciutat per imposar els termes de pau, però els perses van forçar la seva retirada.
Els àrabs l'anomenaven Al-Madain ('Les ciutats') perquè eren de fet diverses ciutats diferents però gairebé juntes, si bé la transcripció era Taysafun. Després del setge de Ctesifont fou ocupada per les forces del califa sota comandament de Sad ibn Abi-Waqqàs el març del 637. El 762 el nou califa abbàssida va decidir construir una nova capital a 30 km: Bagdad.
Queda una part important del palau reial sassànida (l'altra part fou destruïda durant la Primera Guerra mundial), conegut com a Avian-e-Kesra. Les ruïnes foren excavades el 1903.